# Merwin Coad
Merwin Coad (ur. 28 września 1924 w Cawker City) – amerykański polityk, członek Partii Demokratycznej.

## Działalność polityczna
W okresie od 3 stycznia 1957 do 3 stycznia 1963 przez trzy kadencje był przedstawicielem 6. okręgu wyborczego w stanie Iowa w Izbie Reprezentantów Stanów Zjednoczonych.